# Oleoblitz
Oleoblitz è una azienda italiana specializzata in lubrificanti per autotrazione. Fa parte del gruppo Petronas Lubricants Italy e ha sede nella città metropolitana di Torino.

## Storia
La Società è stata fondata nel 1882 a Milano, nella zona di Niguarda, da Ernesto Reinach con la denominazione Ernesto Reinach Lubrificanti - Milano e produceva lubrificanti per uso industriale. Ottenne diversi brevetti nel comparto specifico e si fece conoscere anche attraverso le pubblicità presenti sui primi atlanti automobilistici editi dal Touring Club Italiano.
Nel 1910 è stato creato il comparto autotrazione con gli oli Oleoblitz che vennero impiegati anche nei motori della F.I.V. Edoardo Bianchi e adottati come lubrificanti ufficiali sulle autovetture Isotta Fraschini. Il 30 aprile 1911 sponsorizzò la 1ª Riunione degli aviatori italiani presso l'Aerodromo d'Italia, appena costruito nel quartiere milanese di Taliedo.
L'azienda fu premiata al Merito Industriale dal governo italiano, e durante la Prima Guerra Mondiale fu dichiarata stabilimento ausiliario.
Sopravvisse anche alla Seconda guerra mondiale e alla morte del suo fondatore, ebreo vittima dell'olocausto, rimanendo indipendente sino al 1970, anno in cui fu ceduta all'azienda petrolifera tedesca Fuchs Petrolub.
Nel 1987 viene acquistata dal gruppo FL Selenia, lasciando il settore prodotti industria alla Fuchs.
Dalla fine del 2007 fa parte del gruppo Petronas Lubricants Italy dopo che il gruppo FL Selenia viene ceduto a Petronas.